# Nyerere (Schiff, 2004)

Die Inseln Ukara und Ukerewe liegen im Norden der hier rot markierten tansanischen Region Mwanza

Die Nyerere war eine Fähre, die auf dem Victoriasee in Tansania fuhr. Sie wurde 2004 gebaut. Benannt ist sie mit dem Familiennamen von Julius Nyerere, dem von 1962 bis 1985 regierenden ersten Staatspräsidenten des unabhängigen Tansania. Ihre Kapazität betrug 100 Personen und drei Kraftfahrzeuge. Weiterhin transportierte das Schiff auch Frachtgüter bis zu einem Gesamtgewicht von 25 Tonnen. Die Fähre verkehrte achtmal täglich zwischen den Inseln Ukara und Ukerewe. Eigner und Betreiber des Schiffs ist die staatliche Tanzania Electrical, Mechanical and Electronic Services Agency (TEMESA). Die Nyerere war von der TEMESA wenige Monate vor dem Unglück generalüberholt worden und hatte dabei auch zwei neue Schiffsmotoren erhalten.

## Kenterung
Die Nyerere kenterte am 20. September 2018 auf ihrer einstündigen Fahrt von Bugolora am Nordufer von Ukerewe zur Insel Ukara etwa 50 Meter vor der Anlegestelle Bwisya auf Ukara entfernt. Die Fähre war wohl aufgrund des an diesem Tag in Bugorora stattfindenden Marktes mit mehr als 400 Menschen deutlich überladen. Nach dem Unglück wurden 224 Tote geborgen und mindestens 40 Menschen gerettet. An den Rettungsmaßnahmen beteiligten sich Polizei- und Armeetaucher sowie Privatboote und Fischer.
Nach dem Unglücksereignis wurde der Kapitän der Fähre festgenommen. Er war nicht selbst an Bord gewesen, sondern hatte das Steuer einer anderen Person überlassen.
In Tansania wurde wegen des Unglücks eine viertägige Staatstrauer angeordnet.
Der Untergang der Nyerere steht in einer Reihe mit vergleichbaren Katastrophen in der Region, darunter dem Untergang der Bukoba auf dem Victoriasee im Jahr 1996 mit mehr als 800 Todesopfern, der gemessen an der Anzahl der Todesopfer als eines der schlimmsten Fährunglücke des 20. Jahrhunderts gilt.